# Mads Gilbert

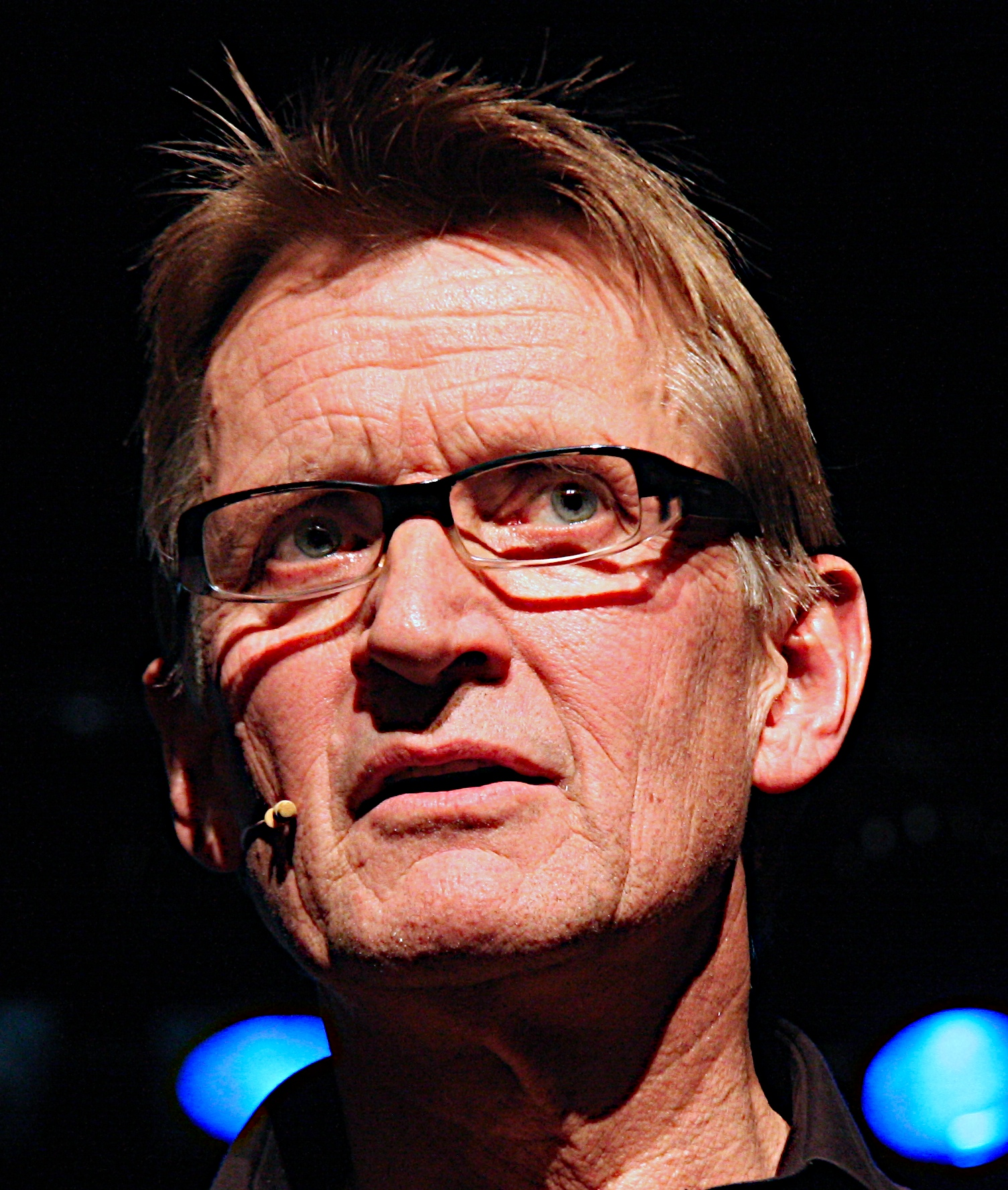
Mads Gilbert (Foto: Bjarne Thune), 2009

Mads Gilbert (* 2. Juni 1947 in Porsgrunn) ist ein norwegischer Arzt und politischer Aktivist. Er ist Professor für Medizin an der Universität Tromsø und Mitglied der sozialistischen Partei Rødt.

## Leben
Er leitete 1999 die Reanimationsmaßnahmen an Anna Bågenholm, an denen bis zu 100 Ärzte und Hilfskräfte beteiligt waren. Während der israelischen Militäraktion im Gazastreifen 2008/2009 (Operation Gegossenes Blei) hielt er sich dort auf, um palästinensische Kriegsopfer zu operieren, und gab zahlreiche Interviews für internationale Medien, in denen er zur Unterstützung der Palästinenser aufrief. Nach seiner Auffassung setzte die israelische Armee dort die neue Waffenart Dense Inert Metal Explosives (DIMEs) ein.
In einem Interview mit der Tageszeitung Dagbladet bezeichnete er im September 2001 die Terroranschläge vom 11. September 2001 als gerechtfertigt. Diese Äußerungen bezeichnete er im Jahr 2009 als „unklug“ und „unüberlegt“.
Er arbeitet als freiwilliger Helfer des Norwegian Aid Committees 16 Jahre lang im al-Schifa-Krankenhaus in Gaza. Im Zusammenhang mit dem Krieg in Israel und Gaza 2023 erklärte er im November 2023, dass die Hamas nicht im Krankenhaus präsent sei, was umstritten ist.

## Auszeichnungen
2009 wurde Gilbert mit dem Fritt-Ord-Ehrenpreis ausgezeichnet.